# Ichihara, Chiba
Ichihara (市原市 Ichihara-shi) là một thành phố thuộc tỉnh Chiba, Nhật Bản.